# راي نيتشكه
رايموند نيتشكه (بالإنجليزية: Ray Nitschke)‏ كان لاعب كرة قدم أمريكية وكان يلعب كظهير المتوسطة المحترفين الذين أمضى حياته كلها من العمر 15 الرابطة الوطنية لكرة القدم (NFL) المهنية مع باي باكرز الأخضر - رايمون إرنست «راي» نيتشكه (8 مارس 1998-29 ديسمبر 1936).
نشأته
ولد نيتشكه في 29 ديسمبر عام 1936 في إلموود بارك، إلينوي،
وكان الأصغر بين أبناء روبرت وآنا نيتشكه الثلاثة. قتل والده في حادث سيارة عام 1940، وتوفيت والدته نتيجة لتجلط الدم عندما كان راي في ال13 من عمره. قرر اخويه روبرت الأبن (21 سنة) وريتشارد (17 عاما) بإعالة و تربية اخاهم الأصغر راي.

## روابط خارجية
- راي نيتشكه على موقع IMDb (الإنجليزية)
- راي نيتشكه على موقع الموسوعة البريطانية (الإنجليزية)
- راي نيتشكه على موقع إن إن دي بي (الإنجليزية)
- راي نيتشكه على موقع قاعدة بيانات الفيلم (الإنجليزية)
- راي نيتشكه على موقع مرجع كرة القدم المحترفة.كوم (الإنجليزية)